# Флаг Каймановых Островов
Флаг Каймановых островов — принят 14 мая 1958 года.
Флаг Каймановых островов создан на основе синего английского кормового флага с изображением флага Великобритании в левом верхнем углу и с добавлением герба Каймановых островов в правой части флага. Соотношение размеров флага 1:2.
Для гражданского флага островов используется аналогичный дизайн, но на основе красного кормового флага (флага торгового флота Великобритании).
Флаг Губернатора Каймановых островов представляет собой флаг Великобритании с изображением герба Каймановых островов в середине.

Торговый флаг
Флаг губернатора